# SK넥실리스
SK넥실리스(영어: SK Nexilis)는 대한민국의 동박 및 전자부품 제조 전문 기업으로,SKC의 자회사이다.

## 역사
2017년 8월에 설립되었으며 2020년 4월 29일에 현재의 사명으로 변경하였다.
2024년 박막사업을 사모펀드 운용사 어펄마캐피탈에 950억원에 매각하였다.

## 사업장 현황
- 본사: 전북특별자치도 정읍시 북면 3산단2길 2 (태곡리)
- 사무소: 서울특별시 종로구 종로1길 50 (중학동)
- 연구소: 경기도 수원시 장안구 정자로 102 (정자동)

## 상훈
- E-전지박 장영실상 수상 (2019년)
- 전지박 세계일류상품 선정 (2018년)